# Virttiövaara
Virttiövaara är en kulle i Finland.   Den ligger i den ekonomiska regionen Norra Lappland och landskapet Lappland, i den norra delen av landet, 800 km norr om huvudstaden Helsingfors. Toppen på Virttiövaara är 282 meter över havet, eller 56 meter över den omgivande terrängen. Bredden vid basen är 5,6 km.
Terrängen runt Virttiövaara är huvudsakligen platt.  Trakten runt Virttiövaara är nära nog obefolkad, med mindre än två invånare per kvadratkilometer.